# N2 (Frans-Guyana)
De N2 (ook: RN2; Route nationale 2) is een weg in het Frans overzees departement Frans-Guyana. De weg verbindt Cayenne met Saint-Georges en de Braziliaanse staat Amapá, en heeft een lengte van 185 kilometer.

## Geschiedenis
De weg begint in Balata, Matoury waar een kruising is met de N1 van Cayenne naar Saint-Laurent-du-Maroni. Sinds 2014 is de kruising ongelijksvloers. Oorspronkelijk liep de weg naar de luchthaven van Cayenne-Félix Eboué. In de jaren 1970 werd de weg doorgetrokken als een onverharde weg naar Régina, en in de jaren 1990 is begonnen met het doortrekken naar Saint-Georges. De weg werd december 2003 opengesteld. De weg is volledig geasfalteerd, maar voor een groot deel van de route geldt een snelheidslimiet van 70 km/u.
In 2017 werd de Oyapockbrug geopend die de N2 verbindt met de BR-156, en het mogelijk maakt rechtstreeks van Macapá in Brazilië naar Cayenne in Frans-Guyana te reizen.

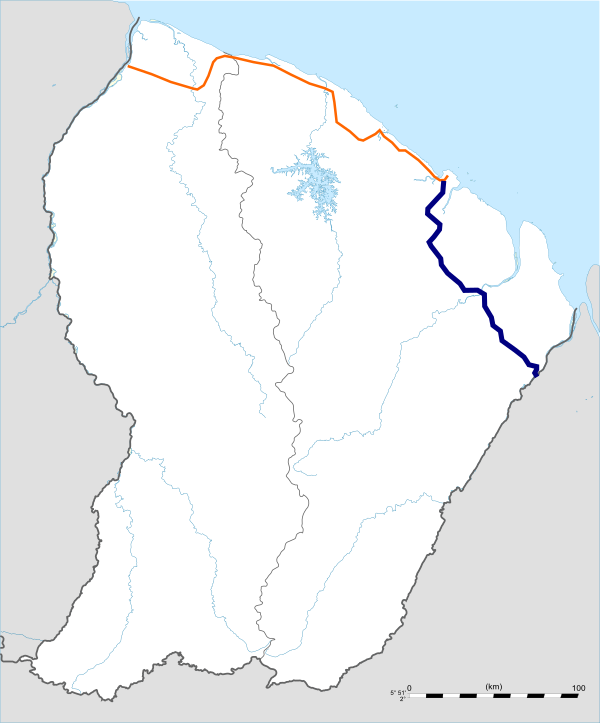